# Jessica Jung
Pour les articles homonymes, voir Jessica.
Jessica Sooyoun Jung, (nom coréen : Jung Soo-yeon, 정수연) née le 18 avril 1989 à San Francisco et mieux connue sous son prénom Jessica (coréen : 제시카) est une chanteuse, danseuse, actrice, designer et femme d'affaires américano-coréenne.
Elle a été membre du groupe sud-coréen Girls' Generation de 2007 au 1er octobre 2014, avant de débuter en solo avec le mini-album With Love, J  le 17 mai 2016.
Depuis 2014, elle est à la tête de l'entreprise Blanc & Eclare en tant que CEO et directrice artistique.

## Biographie
Jessica est née à San Francisco, en Californie, où sa famille avait émigré de Corée du Sud dans les années 1980. Elle est la sœur aînée de Krystal qui, depuis septembre 2009, fait partie du girl group f(x).
Lors d'une visite familiale en Corée du Sud début 2000, alors qu'elle est âgée de onze ans, elle et sa sœur ont été repérées par l'agence SM Entertainment, ce qui valut à Krystal une apparition dans le clip Wedding Marth des Shinhwa.
L'agence offre[réf. souhaitée] aux deux sœurs des cours de chant et de danse afin de les former professionnellement à une carrière de chanteuse.
Une fois arrivée en Corée du Sud, ayant été recrutée par SM (SMTOWN), comme Tiffany et sa sœur, elle choisit son nom coréen : Jung Soo-yeon (정수연).
Quelques mois après les débuts de son groupe, Jessica est diplômée de l'établissement scolaire public qui est la Korea Kent Foreign School, le 4 novembre 2007.
Jessica et sa sœur Krystal sont surnommées les Jung Sisters par les médias.[réf. nécessaire]

## Carrière

### Découverte
Jessica a été stagiaire pendant 7 ans et 6 mois avant de débuter avec les 8 autres membres du groupe.
En 2009, elle obtient le premier rôle de la comédie musicale Legally Blonde.

### Design

#### Blanc & Eclare

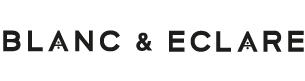
Logo de Blanc & Eclare.

En août 2014, Jessica lance sa propre entreprise, Blanc, qui a ensuite été rebaptisé Blanc & Eclare. Les produits Blanc & Eclare comprennent des lunettes, du prêt à porter, des cosmétiques et des accessoires.
En avril 2015, les produits Blanc & Eclare sont vendus dans plus de 40 magasins en Asie, aux États-Unis, ainsi qu'au Royaume-Uni.
Depuis 2018, la marque collabore régulièrement avec d'autres marques dans le cadre de collections capsules, notamment Keds, Casetify, Irene Kim (CEO de Irene is good), Coterie, Zalora et Revlon.

### Musique

#### Girls' Generation

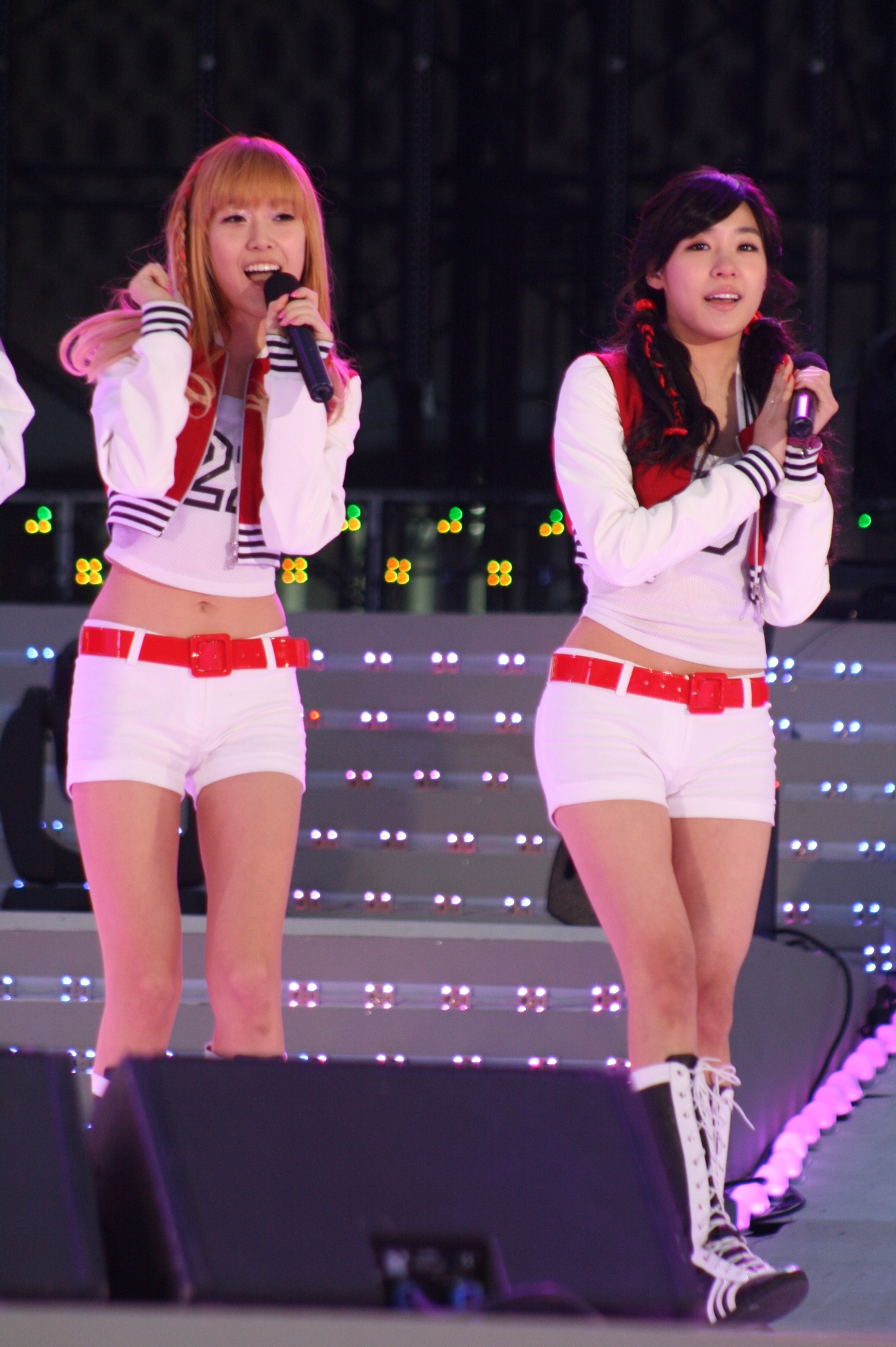
Jessica et Tiffany en 2010.

Jessica est la huitième et avant-dernière membre des Girls' Generation à avoir été choisie par SM Entertainment. Elle avait une position de chanteuse principale et danseuse secondaire après Taeyeon.
Le premier single du groupe est Into The New World paru en 2007.
Le 30 septembre 2014, un mois après la sortie de sa marque, Jessica est congédiée du groupe. Le contrat, que toutes les membres avaient renouvelé avec SM Entertainment (SM) pour trois ans, a été rompu avec Jessica, pour son activité extérieure jugée trop importante[pas clair],. Cependant, elle est toujours en contrat avec SM, mais plus en tant que chanteuse du groupe SNSD,. Elle reste un an sans activités[réf. souhaitée].
Le 6 août 2015, il est annoncé que Jessica et SM avais mis fin au contrat les liant. À ce sujet SM Entertainment a fait savoir que : « Après des discussions avec Jessica, qui était une artiste managée par SM Entertainment, nous avons décidé de continuer nos routes de façon séparées. » Malgré ces paroles, l'agence empêche Jessica de se promouvoir dans des émissions[réf. nécessaire].
L’information a, par la suite, également été confirmée par l’intéressée. Jessica a ainsi déclaré: « SM Entertainment et moi-même prenons des routes séparées. »

#### En solo
À la suite de sa rupture de contrat avec SM Entertainment, Jessica signe avec Coridel Entertainment, le 26 février 2016.
Le 16 mai 2016, après deux ans de hiatus musical, elle dévoile son premier EP intitulé With Love J avec pour chanson titre Fly. L’EP contient 6 pistes dont deux singles (Fly et Love me the same) et sort en version coréenne et anglaise.
Le 10 décembre 2016, le second mini album de Jessica, Wonderland, est dévoilé avec un single du même nom.
Pour célébrer ses dix ans de carrière, Jessica publie son 3e mini album My Decade dont le titre phare est Summer storm, le 9 août 2017. Le clip sort le même jour. L'album contient 6 nouvelles pistes. Comme pour ses deux précédents mini albums, Jessica écrit la quasi-totalité des paroles En remerciement pour ses fans, Jessica publie une lyric vidéo de Starry Night, le 1er septembre 2017, contenant des rushs vidéo de Summer Storm et du photobook de My Decade[pertinence contestée].
Entre fin 2017 et 2018, Jessica effectue une série de mini-concerts : On Cloud Nine à Bangkok, Hongkong et Macau[réf. souhaitée]. Le 21 octobre 2018, elle donne un concert spécial, Golden Night, à Taiwan. Elle publie également le single promotionnel One More Christmas en partenariat avec la marque Amuse le 14 décembre 2018.
Le 26 septembre 2019, Jessica sort le single Call Me Before You sleep en featuring avec Giriboy. La chanson existe également en version japonaise en featuring avec Crazyboy. 
Le 21 mars 2020, Jessica surprend ses fans en postant une reprise de Let it go, chanson phare de La Reine des Neiges sur sa chaine Youtube. La vidéo atteint un million de vues en 13 jours.

## Vie privée
Le 17 mai 2016, Jessica a confirmé être en couple avec Tyler Kwon, PDG de sa nouvelle agence, Coridel Entertainment, depuis 2013.
Jessica, tout comme sa sœur, souffre d'anémie, une anomalie de l'hémogramme caractérisée par une diminution de l'hémoglobine circulante en dessous de la valeur normale. Ce manque entraîne un mauvais transport du dioxygène par le sang.

### Discographie
(2007-2014)

### Mini-albums (EP)
| Titre        | Détails de l'album                                                                                           | Meilleures positions | Meilleures positions | Meilleures positions | Meilleures positions | Ventes                                                          |
| Titre        | Détails de l'album                                                                                           | COR                  | JPN                  | US World             | US Heat              | Ventes                                                          |
| ------------ | --- | -------------------- | -------------------- | -------------------- | -------------------- | --------------------------------------------------------------- |
| With Love, J | - Date de sortie : 17 mai 2016 - Label : Coridel Entertainment - Formats : CD, téléchargement numérique      | 1                    | 34                   | 4                    | 16                   | - COR : 80 783 - JPN : plus de 3 916 - CHN : 140 000 (digitale) |
| Wonderland   | - Date de sortie : 10 décembre 2016 - Label : Coridel Entertainment - Formats : CD, téléchargement numérique | 1                    | 85                   | 7                    |                      | - COR : plus de 39 774 - JPN : plus de 1 773                    |
| My Decade    | - Date de sortie : 9 août 2017 - Label : Coridel Entertainment - Formats : CD, téléchargement numérique      |                      |                      |                      |                      |                                                                 |

### Singles
| Titre                                                                                 | Année | Meilleures positions | Meilleures positions | Ventes                  | Album                 |
| Titre                                                                                 | Année | COR Gaon             | US World             | Ventes                  | Album                 |
| ------------------------------------------------------------------------------------- | ----- | -------------------- | -------------------- | ----------------------- | --------------------- |
| "Sweet Delight" (East4A QM Mix) (Radio Edit)                                          | 2010  | 48                   | —                    | —                       | Pas de sortie d'album |
| "Fly" (feat. Fabolous)                                                                | 2016  | 4                    | 9                    | - COR : plus de 240 102 | With Love, J          |
| "Love Me The Same"                                                                    | 2016  | 111                  | —                    | - COR : plus de 23 390  | With Love, J          |
| "—" signifie que le morceau ne s'est pas classé ou n'est pas sorti dans cette région. |       |                      |                      |                         |                       |

### Singles promotionnels
| Titre                                                                                 | Année | Meilleures positions | Meilleures positions | Album (Bande originale) |
| Titre                                                                                 | Année | COR Gaon             | COR Hot 100          | Album (Bande originale) |
| ------------------------------------------------------------------------------------- | ----- | -------------------- | -------------------- | ----------------------- |
| "Because Tears Are Overflowing" (눈물이 넘쳐서)                                       | 2011  | 20                   | —                    | Romance Town            |
| "How" (어쩜) (avec Kim Jin-pyo)                                                       | 2012  | 12                   | 14                   | Wild Romance            |
| "Butterfly" (avec Krystal)                                                            | 2012  | 22                   | 17                   | To the Beautiful You    |
| "Heart Road" (마음길)                                                                 | 2012  | 57                   | 43                   | The King's Dream        |
| "My Lifestyle" (avec Dok2)                                                            | 2012  | 34                   | 30                   | PYL Younique Volume 1   |
| "The One like You" (그대라는 한 사람)                                                 | 2013  | 37                   | 21                   | Dating Agency: Cyrano   |
| "—" signifie que le morceau ne s'est pas classé ou n'est pas sorti dans cette région. |       |                      |                      |                         |

### Autres chansons classées
| Titre                                                                                 | Année | Meilleure position | Ventes                 | Album        |
| Titre                                                                                 | Année | COR Gaon           | Ventes                 | Album        |
| ------------------------------------------------------------------------------------- | ----- | ------------------ | ---------------------- | ------------ |
| "Big Mini World"                                                                      | 2016  | 91                 | - COR : plus de 31 167 | With Love, J |
| "Falling Crazy in Love"                                                               | 2016  | 96                 | - COR : plus de 28 950 | With Love, J |
| "Dear Diary"                                                                          | 2016  | 115                | - COR : plus de 23 274 | With Love, J |
| "Golden Sky"                                                                          | 2016  | 122                | - COR : plus de 21 863 | With Love, J |
| "—" signifie que le morceau ne s'est pas classé ou n'est pas sorti dans cette région. |       |                    |                        |              |

### Collaborations
| Titre                       | Année | Autre(s) artiste(s)                | Album                                     |
| --------------------------- | ----- | ---------------------------------- | ----------------------------------------- |
| "Touch the Sky"             | 2007  | Taeyeon, Seohyun, Sunny et Tiffany | Thirty Thousand Miles in Search of My Son |
| "Love Hate"                 | 2008  | Seohyun et Tiffany                 | Love Hate                                 |
| "It's Fantastic"            | 2008  | Seohyun et Tiffany                 | It's Fantastic                            |
| "I Love You"                | 2008  | 8eight                             | Infinity                                  |
| "The Little Boat" (작은 배) | 2008  | Taeyeon, Seohyun, Sunny et Tiffany | Bande originale de Hong Gildong           |
| "NaengMyun (Cold Noodle)"   | 2009  | Park Myeong-su                     | Olympic Duet Song Festival                |
| "One Year Later"            | 2009  | Onew                               | Tell Me Your Wish (Genie)                 |
| "Motion"                    | 2009  | Taeyeon, Seohyun, Sunny et Tiffany | Bande originale de Heading to the Ground  |
| "Say Yes"                   | 2014  | Krystal et Kris                    | Bande originale de Make Your Move         |
| "Cheap Creeper"             | 2014  | Taeyeon, Tiffany, Seohyun et Sunny | Bande originale de Make Your Move         |

## Filmographie

### Émissions et séries
| Année | Titre                         | Épisode | Rôle      | Chaine        |
| ----- | ----------------------------- | ------- | --------- | ------------- |
| 2009  | TaeHee, HyeKyo, JiHyun        |         |           | MBC           |
| 2010  | Let's Go! Dream Team Season 2 | 22      | Elle-même |               |
| 2010  | Happy Birthday                |         |           |               |
| 2010  | Oh! My Lady                   | SBS     |           |               |
| 2010  | Shinee's Hello Baby           | 5       | KBS       |               |
| 2012  | Wild Romance                  |         | KBS       | Kang Jong Hee |
| 2014  | Jessica & Krystal             | Tous    | Elle-même | OnStyle       |

### Théâtre et comédies musicales
| Date                                | Titre                       | Rôle       |
| ----------------------------------- | --------------------------- | ---------- |
| du 14 novembre 2009 au 14 mars 2010 | Legally Blonde: The Musical | Elle Woods |

## Mannequinat

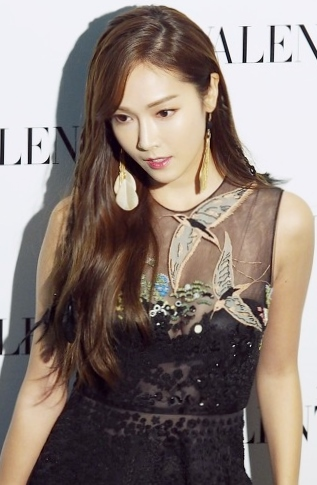
Jessica à l’évènement organisé par la marque Valentino à Marina Bay Sands à Singapour en janvier 2016.

### Publicités
| Année | Marque     | Artiste(s)                                     | Notes              |
| ----- | ---------- | ---------------------------------------------- | ------------------ |
| 2011  | Dior Snow  | Avec Sooyoung, Yuri, Sunny, Hyoyeon et Tiffany |                    |
| 2012  | Chanel     | avec Tiffany                                   |                    |
| 2013  | Banilla.Co |                                                | Campagne hivernale |
| 2014  | SOUP S/S   |                                                |                    |